# Filmfestivals in Österreich
Die Filmfestivals in Österreich weisen ein in Programmausrichtung und internationaler Bedeutung vielfältiges und differenziertes Bild auf. Besonders seit den 1990er Jahren kam es zur Gründung zahlreicher neuer Filmfestivals in Österreich, sodass deren Anzahl auf über dreißig einzelne Veranstaltungen gestiegen ist.
Davon ist die internationale Viennale in Wien das größte Festival. Die anderen weisen meist eine Spezialisierung auf, die sich etwa auf das Filmgenre, die Produktionsländer oder ein bestimmtes Thema beziehen.
Bei der Finanzierung der österreichischen Filmfestivals sind die öffentlichen Förderungen bedeutend, die die Einnahmequellen durch Sponsoring aus der Privatwirtschaft und durch Eigenerträge ergänzen.

## Programmgestaltung und Geschichte

### Überblick

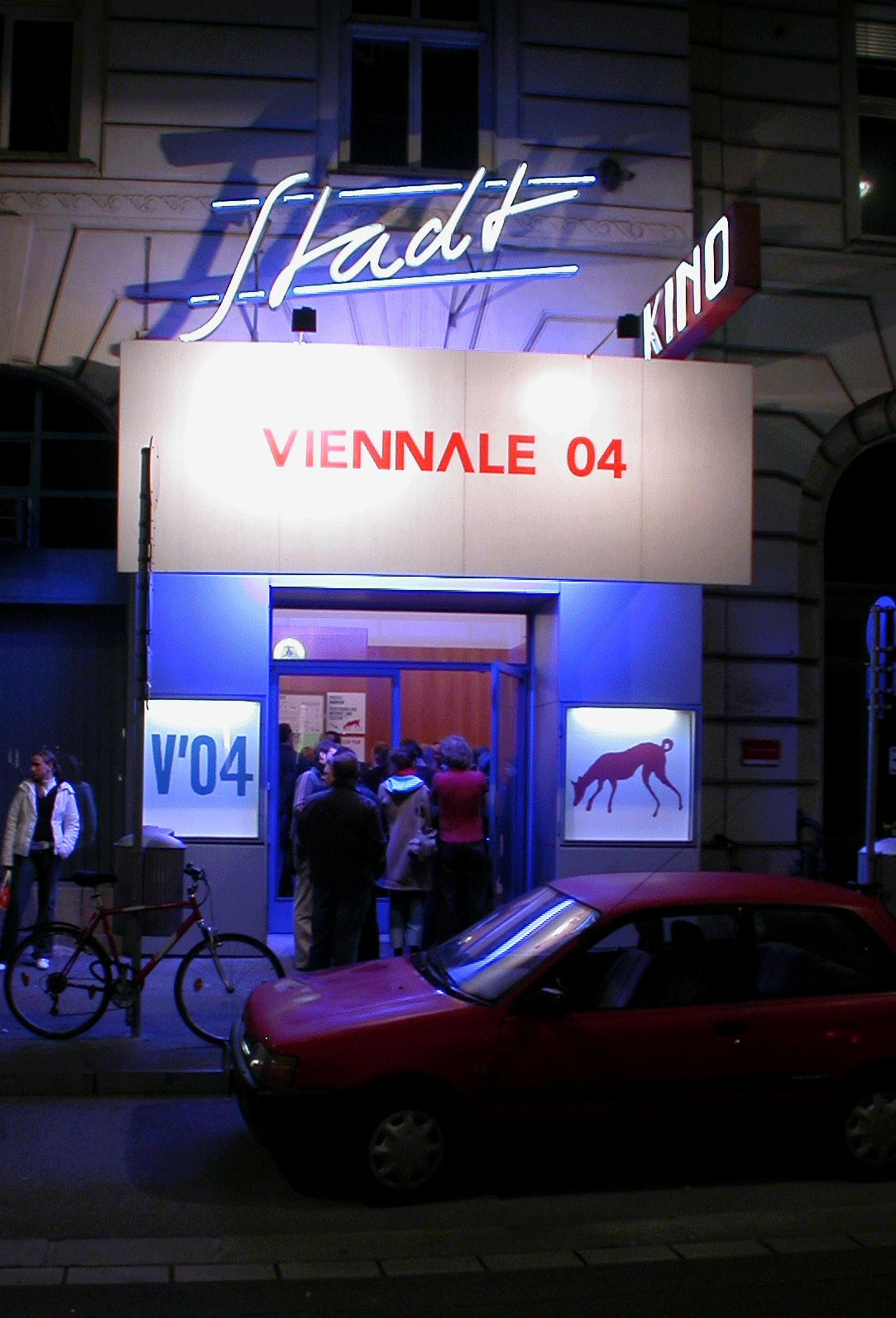
Die Viennale im Wiener Stadtkino

Das älteste und zugleich größte Filmfestival in Österreich ist die 1960 gegründete Viennale in Wien. Dieses einzige beim Filmproduzentenverband FIAPF akkreditierte internationale Filmfestival Österreichs wurde 2007 von 91.000 Personen besucht.
Das wichtigste Festival für inländische Produktionen ist die Diagonale, die seit 1998 jährlich in Graz stattfindet (zuvor in Salzburg). Ein Vorgänger der Diagonale waren die Österreichischen Filmtage in Wels.
Ein weiteres großes Filmfestival in Österreich ist Crossing Europe in Linz mit einer Spezialisierung auf europäisches Filmschaffen.
Ebenfalls auf europäische Filme spezialisiert (und ebenfalls hochdotiert) ist EU XXL – forum and festival for european film in Krems und Wien.
Das LET’S CEE Film Festival präsentiert Produktionen aus Zentral- und Osteuropa (CEE) einschließlich der Kaukasus-Region und der Türkei. Allerdings sagten die Organisatoren von LET’S CEE die für Mai 2019 geplante siebente Ausgabe ihres Festivals aufgrund der diskriminierenden Fördervergabe durch die Stadt Wien und das Bundeskanzleramt ab.
Einen Schwerpunkt auf Filme aus Afrika, Asien, Lateinamerika und Osteuropa legt das Internationale Film Festival Innsbruck. Einen vergleichbaren Schwerpunkt besitzt das SüdFILMfest in Amstetten. Das Jüdische Filmfestival Wien (bis 2007 als Jüdische Filmwoche bekannt) zeigt aktuelle Filme aus Israel sowie Produktionen aus anderen Ländern, die sich mit dem Thema Judentum auseinandersetzen, darunter auch historische Programme. Bei Festival du film francophone in Wien werden französischsprachige Filme gezeigt.
Das Heimatfilmfestival in Freistadt ist auf ein bestimmtes Filmgenre konzentriert. Für den Bergfilm gibt es in Österreich gleich drei Festivals: das Berg- und Abenteuerfilmfestival Graz, das Filmfest St. Anton am Arlberg sowie das Bergfilmfestival Salzburg. Filmen zum Thema Fahrrad widmet sich das Bicycle Film Festival in Wien.
Tricky Women in Wien hingegen ist das weltweit erste Festival für Trickfilme von Frauen. Neben einem internationalen Wettbewerb umfasst das Programm Retrospektiven, Workshops sowie das Forum Connecting Animation.
Im Jahre 1982 veranstaltete die HOSI Wien ein erstes kleines schwul/lesbisches Filmfestival mit dem Schikaneder Kino in der Margaretenstraße. Von 1987 bis 1990 sowie 1993 und 1994 veranstaltete sie das zwei- bis vierwöchige Gay Filmfestival zuerst mit dem Movie in der Schönbrunner Straße und ab 1990 wieder mit dem Schikaneder, welches zu den weltweit größten seiner Art zählte.
Das Einschlummern des lesbischwulen Filmfests und die Entdeckung des New Queer Cinema führten zur Gründung des Vereins DV8-Film, welcher 1994 trans-X. Eine filmische Identity Tour im Filmcasino veranstaltete. Seit 1996 trägt das Festival den Namen identities und fand bis 2001 (unter Auslassung des Jahres 2000) drei Mal als Viennale Special statt, inhaltlich und organisatorisch unabhängig, aber im dortigen Budget beheimatet. Ab 2003 war das Filmfestival unabhängig und wurde von der Stadt Wien und vom Bund gefördert. Das zu dem Zeitpunkt einzige queere österreichische Filmfestival entwickelte sich zum zweitgrößten internationalen Filmevent in Wien und bespielte zwei bis vier (2007) Kinos. 2017 wurde es eingestellt.
Im Bereich des Kurzfilms ist VIS Vienna Shorts (mit internationaler Programmausrichtung) das größte und bedeutendste Festival. Das älteste Kurzfilmfestival in Österreich ist die Alpinale in Nenzing (mit vorrangig europäischer Programmausrichtung). Weitere Kurzfilmfestivals sind das kleine Hans Bach Kurzfilmfestival in Andelsbuch, die „Lange Nacht des kurzen Films“ in der Kulturwerkstatt Kammgarn in Hard, das überregionale K3 Film Festival in Villach und Young, short and ambitious in Wien. Ferner bestehen das Festival des Trigitalen Films in Graz – für Kurzfilme, die sich mit unterschiedlichen Formen der Wirklichkeit auseinandersetzen – und die Debútnale in Linz, bei der Erstlingsfilme gezeigt werden.
Kärntens einziges Filmfestival, das K3 Film Festival, hat sich seit 2019 mit Lang- und Kurzfilmen auf die Grenzregionen von Friaul-Julisch Venetien, Slowenien und Kärnten spezialisiert.
Das fullframe Festival in Wien zeigt Filme und Videoarbeiten, die sonst eher im musealen Kontext oder in Galerien zu sehen sind.
Bei den Kinder- und Jugend-Festivals gibt es jene, die Filme von Kindern und Jugendlichen zeigen, und jene, die auf Filme für Kinder und Jugendliche spezialisiert sind. Zur ersten Gruppe gehören die wienervideo&filmtage, die Klappe in Salzburg, YOUKI in Wels und das Internationale Jugendfilmfestival Tirol. Das internationale Jugendfilmfestival in Tirol zeigt Filme von Kindern, aber auch von Filmstudenten.
Die zweite Gruppe ist durch das Internationale Kinderfilmfestival Wien und GAFFA – Internationales Filmfestival für junge Leute, ebenfalls in Wien, vertreten.
Das internationale Festival der Nationen in Ebensee ist das zweitälteste Filmfestival Österreichs und das bedeutendste im Bereich des nicht-kommerziellen Films (Amateurfilms). Eine ähnliche Ausrichtung hat das Festival Goldener Delfin in Engerwitzdorf. Seine Spezialisierung trägt das Snowboard & Ski Amateur Film Festival Film Up in Innsbruck schon im Namen. Für No- und Low-Budget-Filme existiert Ohne Kohle in Wien. Das Wiener Underdog Filmfest schließlich zeigt jeden Film, der eingereicht wird.
An Studentenfilmfestivals gibt es das Festival der Filmakademie Wien und film:riss in Salzburg. Während bei erstgenanntem Festival Filme aus der Filmakademie Wien und weiteren, internationalen Filmakademien gezeigt werden, ist film:riss national und allgemein auf studentisches Filmschaffen ausgerichtet.
In seiner Nebenschiene Local Artists widmet sich Crossing Europe lokalen Filmschaffenden. Das tut auch das Festival Oberösterreich im Film, eines der kleinsten Filmfestivals in Österreich.

### Liste der Festivals mit Gründungsjahr, Ort und Termin
| seit                        | Name des Filmfestivals                                      | Ort                      | Termin                    | beendet (letzte Ausgabe) |
| --------------------------- | ----------------------------------------------------------- | ------------------------ | ------------------------- | ------------------------ |
| 1960                        | Viennale – Vienna International Film Festival               | Wien                     | Oktober                   |                          |
| 1973                        | Festival der Nationen                                       | Ebensee                  | Juni                      |                          |
| 1977                        | Österreichische Filmtage                                    | Velden, Kapfenberg, Wels |                           | 1996                     |
| 1985                        | Alpinale Kurzfilmfestival                                   | Nenzing                  | August                    |                          |
| 1986                        | Berg- und Abenteuerfilmfestival Graz                        | Graz                     | November                  |                          |
| 1987                        | Oberösterreich im Film                                      | Linz                     | November                  |                          |
| 1988                        | Heimatfilmfestival                                          | Freistadt                | August                    |                          |
| 1989                        | Internationales Kinderfilmfestival Wien                     | Wien                     | November                  |                          |
| 1991                        | Jüdisches Filmfestival Wien (bis 2007 „Jüdische Filmwoche“) | Wien                     | November                  |                          |
| 1991                        | Video & Filmtage (bis 2010 „wienervideo&filmtage“)          | Wien                     | Oktober                   |                          |
| 1992                        | Internationales Film Festival Innsbruck                     | Innsbruck                | Juni                      |                          |
| 1993                        | Diagonale – Festival des österreichischen Films             | Graz                     | März                      |                          |
| 1994                        | identities                                                  | Wien                     | Juni (biennal)            | 2017                     |
| 1995                        | Filmfest St. Anton                                          | St. Anton am Arlberg     | Aug. / Sept.              |                          |
| 1997                        | Filmfestival der Filmakademie Wien                          | Wien                     | Mai (biennal)             |                          |
| 1997                        | SüdFILMfest                                                 | Amstetten                | Juli                      |                          |
| 1999                        | Hans Bach Kurzfilmfestival                                  | Andelsbuch               | August                    |                          |
| 1999                        | Festival du film francophone                                | Wien                     | März                      |                          |
| 1999                        | Klappe                                                      | Salzburg                 | November                  |                          |
| 1999                        | YOUKI – Internationales Jugend Medien Festival              | Wels                     | November                  |                          |
| 2001                        | Filmfestival Radstadt                                       | Radstadt                 | November                  |                          |
| 2001                        | GAFFA – Internationales Filmfestival für junge Leute        | Wien                     | Sept. (biennal)           |                          |
| 2001                        | film:riss                                                   | Salzburg                 | November                  |                          |
| 2001                        | Tricky Women International Animation Filmfestival           | Wien                     | März                      |                          |
| 2002                        | Innsbruck Nature Film Festival                              | Innsbruck                | Oktober                   |                          |
| 2002                        | Film up – Snowboard & Ski Amateur Film Festival             | Innsbruck                | Juni                      |                          |
| 2002                        | Internationales Jugendfilmfestival Tirol                    | Kundl                    | Juni                      |                          |
| 2003                        | Debútnale – Festival der ersten Videos                      | Linz                     | November                  |                          |
| 2003                        | Lange Nacht des Kurzen Films                                | Hard                     | Apr./Nov. (alle 1½ Jahre) |                          |
| 2003                        | EU XXL – forum and festival of european film                | Wien, Krems              | Nov. (biennal)            |                          |
| 2004                        | Crossing Europe                                             | Linz                     | April                     |                          |
| 2004                        | FrauenFilmTage                                              | Wien                     | März                      |                          |
| 2004                        | Trigitale - Festival des Trigitalen Films                   | Graz                     | November                  |                          |
| 2004                        | Ohne Kohle                                                  | Wien                     | Juli                      | 2009                     |
| 2004                        | VIS Vienna Shorts                                           | Wien                     | Mai / Juni                |                          |
| 2004                        | Goldener Delfin                                             | Engerwitzdorf            | Okt. / Nov.               |                          |
| 2005                        | Prädikat:wertvoll - Kurzfilmfestival Kufstein               | Kufstein                 | April                     |                          |
| 2005                        | Los Gurkos Kurzfilmfestival                                 | Innsbruck                | November                  |                          |
| 2005                        | INSTANT36 Stegreif Filmfestival                             | Salzburg                 | Oktober                   |                          |
| 2006                        | Underdog Filmfest                                           | Wien                     | März                      |                          |
| 2006                        | fullframe festival                                          | Wien                     | März                      |                          |
| 2007                        | Young short and ambitious                                   | Wien                     | Dezember                  |                          |
| 2007                        | Bicycle Film Festival                                       | Wien                     | Oktober                   |                          |
| 2007                        | Mittelamerikanisches Filmfestival                           | Wien                     | März                      |                          |
| 2007                        | K3 Film Festival                                            | Villach                  | Dezember                  |                          |
| 2007                        | ETHNOCINECA - Ethnographic and Documentary Filmfest Vienna  | Wien                     | Mai                       |                          |
| 2007                        | Europäisches Wissenschaftsfilmfestival                      | Wien                     | November                  |                          |
| 2008                        | this human world – International Human Rights Film Festival | Wien                     | Nov/Dez                   |                          |
| 2009                        | Shortynale Kurzfilmfestival                                 | Klosterneuburg           | August                    |                          |
| 2010                        | /slash Filmfestival                                         | Wien                     | September                 |                          |
| 2010                        | Austrian Filmfestival                                       | Wien                     | Feb. / Sept. / Okt.       |                          |
| 2011                        | Rec 'N' Play - DAS Tiroler Kurzfilmfestival                 | Innsbruck                | Mai                       |                          |
| 2011                        | Tyrolean Independent Film Festival                          | Innsbruck, Tirol         | Oktober                   |                          |
| 2011                        | Transition International Queer & Minorities Film Festival   | Wien                     | November                  | 2022                     |
| 2012                        | LET’S CEE Film Festival                                     | Wien                     | April/Mai                 |                          |
| 2013                        | Filmfestival Kitzbühel                                      | Kitzbühel                | August                    |                          |
| 2017                        | DIAMETRALE - Filmfestival für Experimentelles und Komisches | Innsbruck                | März / April              |                          |
| 2017                        | JAPANNUAL - Japanische Filmtage Wien                        | Wien                     | Oktober                   |                          |
| 2017                        | Suburbinale                                                 | Groß-Enzersdorf          | November                  |                          |
| 2018                        | Porn Film Festival Vienna                                   | Wien                     | März / April              |                          |
| 2019                        | Vienna Science Film Festival                                | Wien                     | November                  |                          |
| 2019                        | Cinema Talks – internationales Kurzfilmfestival             | Graz                     | Sept. / Feb. / Mai.       |                          |
| 2020                        | Vienna International Film Awards (VIFA)                     | Wien                     | Dezember                  |                          |
| Legende: - Festival beendet |                                                             |                          |                           |                          |

## Organisationsstrukturen und Finanzierung

### Große Filmfestivals

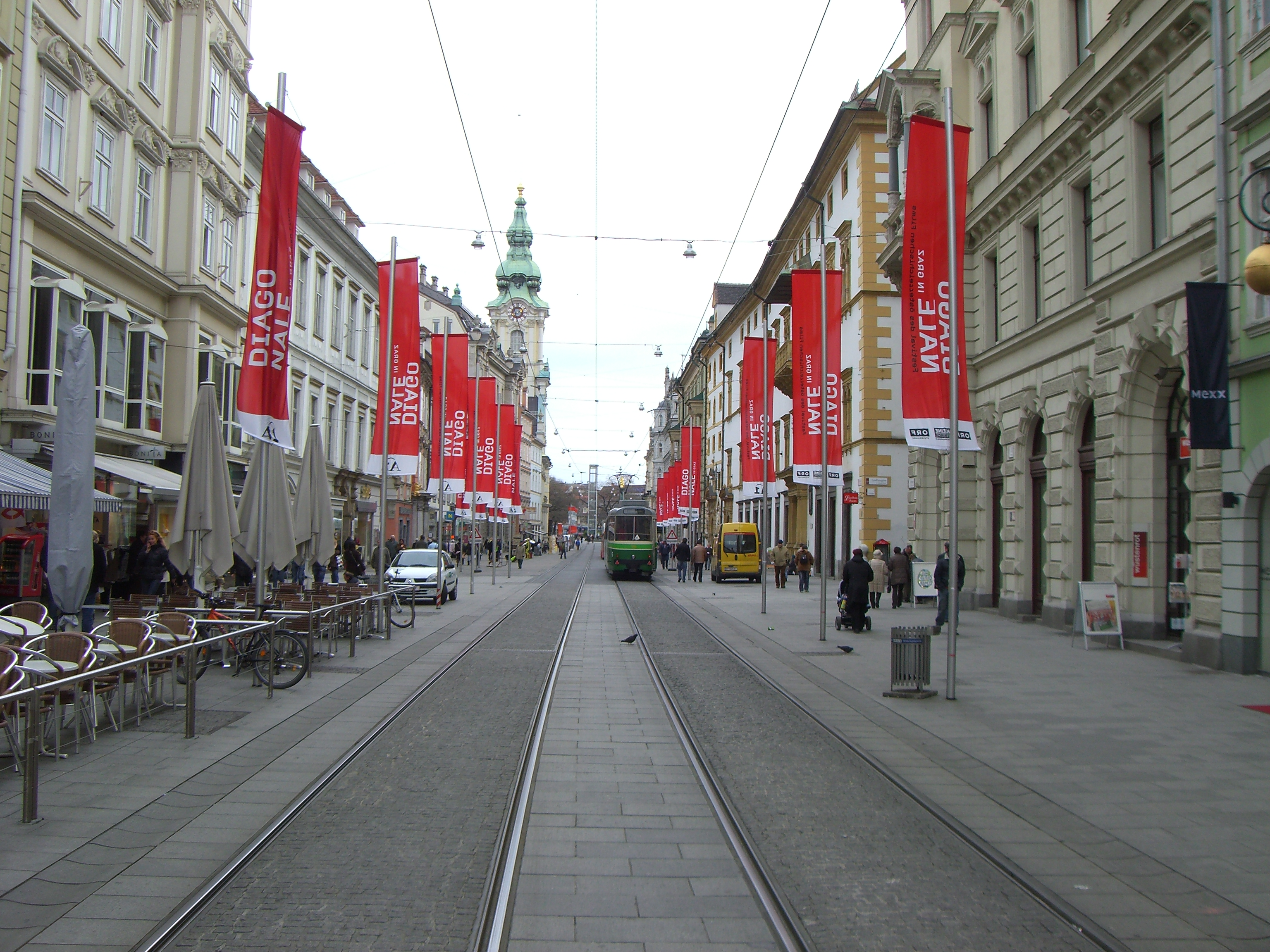
Fahnen der Diagonale in der Grazer Innenstadt

Die großen Filmfestivals in Österreich finanzieren sich durch Förderungen der öffentlichen Hand, Sponsoren und Eigenerträge, etwa aus dem Eintrittskartenverkauf.
Die öffentlichen Förderungen ziehen sich bei der Viennale (Wien), der Diagonale (Graz) und Crossing Europe (Linz) durch drei Ebenen der politischen Verwaltung des Staates. Die genannten Festivals erhalten sowohl vom Bund (Bundesministerium für Unterricht, Kunst und Kultur), vom Land (Land Steiermark bzw. Oberösterreich) als auch von den Gemeinden (Stadt Wien, Graz bzw. Linz) finanzielle Unterstützung. Crossing Europe bezieht zusätzlich eine hohe Förderung aus dem Media Plus Programme der Europäischen Union.
Hauptsponsor von allen drei Filmfestivals ist ein österreichischer Mobilfunknetz-Betreiber. Zu den weiteren Unterstützern gehören halböffentliche Institutionen, beispielsweise Verwertungsgesellschaften.
Die Viennale hat eine ausdifferenzierte, hierarchische Organisationsstruktur mit einem Präsidenten (Eric Pleskow), einer Direktorin (Eva Sangiorgi) und einer Geschäftsführerin (Eva Rotter). Hinter der Diagonale steht der Verein Forum österreichischer Film (Intendanz: Barbara Pichler) und hinter Crossing Europe die Crossing Europe Filmfestival gem. GmbH (Festival Director: Christine Dollhofer).
Die großen Filmfestivals in Österreich weisen eine hohe Umwegrentabilität auf, etwa durch positive Impulse für den Tourismus.

### Mittlere und kleine Filmfestivals

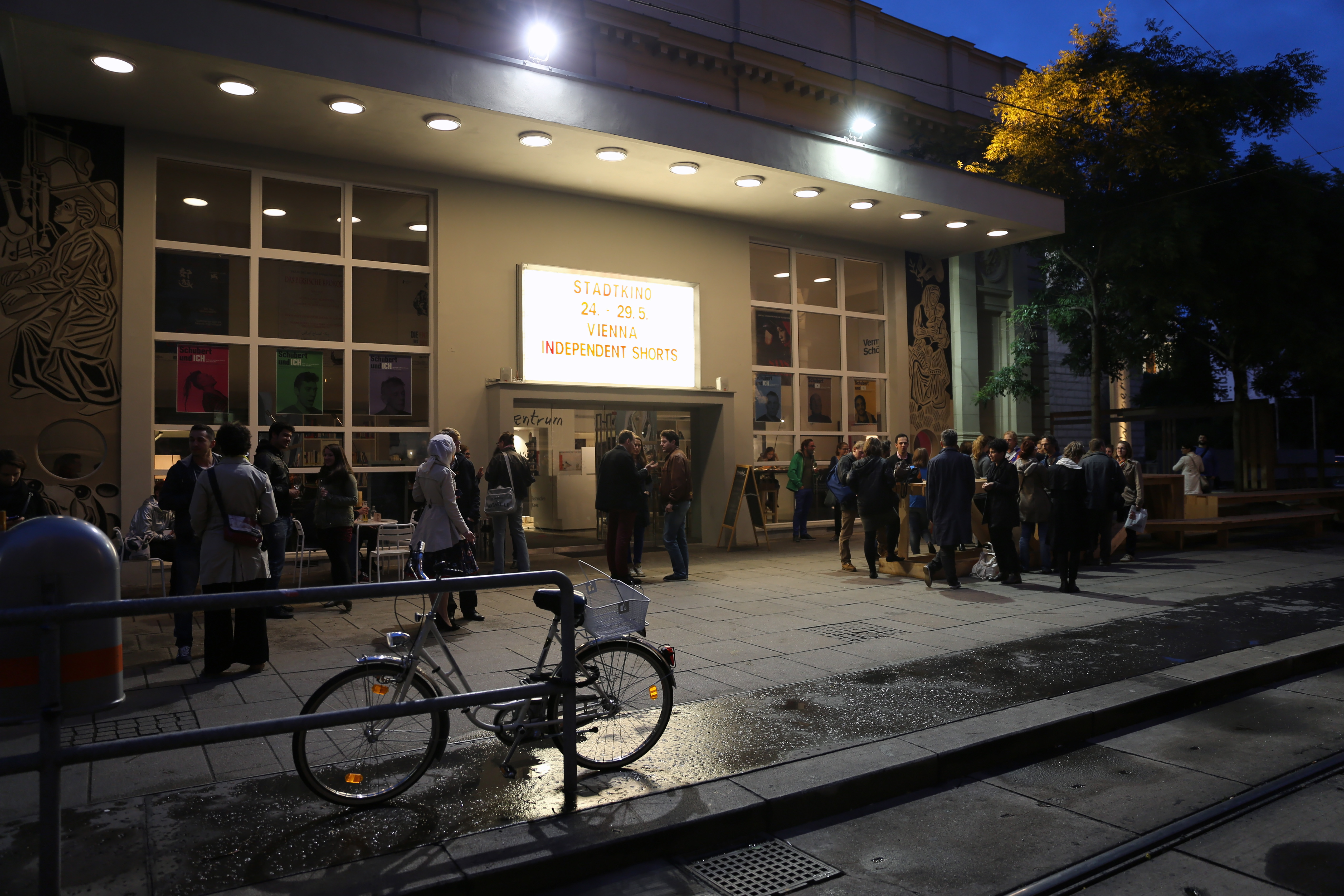
VIS Vienna Independent Shorts 2014 (Stadtkino im Künstlerhaus)

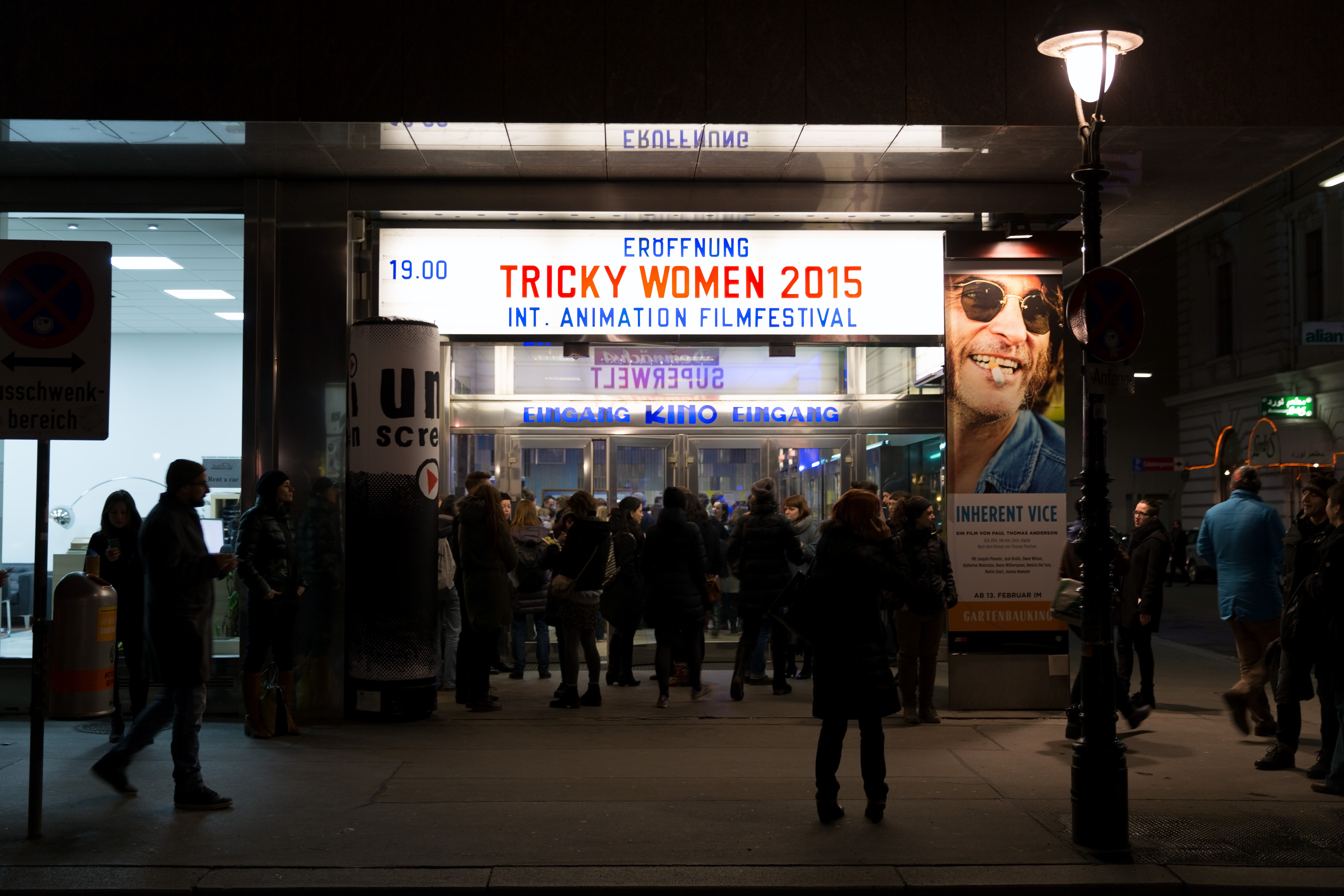
Eröffnung der Tricky Women 2015 (Gartenbaukino)

Die häufigste Organisationsform von mittleren und kleinen Filmfestivals ist der Verein. Diese rechtliche Form bietet unter anderem Vorteile beim Erhalt von Förderungen der öffentlichen Hand.
Der Verein als Veranstalter kann sich ausschließlich der Abwicklung des Filmfestivals widmen, was etwa beim Trägerverein EU XXL Kulturverein zur Förderung der Europäischen Integration für das EU XXL forum and festival for european film der Fall ist.
Außerdem gibt es Vereine, die neben dem Festival in weiteren Bereichen tätig sind. Beispiele dafür sind die Vereine Europäisches Videoarchiv beim Festival der Nationen, Independent Cinema bei VIS Vienna Shorts oder das Otto-Preminger-Institut beim Internationalen Film Festival Innsbruck.
Eine Sonderstellung nimmt der Verein WIENXTRA als Organisator der Video & Filmtage und von GAFFA ein. WIENXTRA ist von der Stadt Wien mit der Veranstaltung und Koordination mehrerer Bereiche der öffentlichen Kinder- und Jugendarbeit beauftragt.
Einige Filmfestivals werden auch von Unternehmen organisiert. So tritt das Unternehmen Trinity-Intermedia Ltd. mit Hauptsitz in London beim Festival des Trigitalen Films als Veranstalter auf.
Daneben gibt es auch Mischformen und Festivals, die von mehreren Veranstaltern ausgerichtet werden. Hinter dem Festival Ohne Kohle stehen die Filmproduktionsfirma Viewfinders und Ohne Kohle – Verein zur Förderung der Independent Film- und Videokultur. Das Filmfestival Klappe hat vier verschiedene Veranstalter.
Schließlich gibt es noch Festivals, die von Einzelpersonen organisiert werden, zum Beispiel das Internationale Jugendfilmfestival in Tirol (organisiert von Emanuel Altenburger) oder das Underdog Filmfest sowie das Young short and ambitious in Wien (Organisiert von Markus Giefing).
Viele mittlere und kleine Filmfestivals erhalten von den Bundesländern und Gemeinden sowie von halböffentlichen Institutionen öffentliche Förderungen, die jedoch ungleich geringer sind als bei den großen Festivals. So wird etwa film:riss vom Land Salzburg und der Stadt Salzburg sowie der Verwertungsgesellschaft der Filmschaffenden, dem Fachverband der Audiovisions- und Filmindustrie und dem Österreichischen Filminstitut gefördert.
Eine Förderung durch das Bundesministerium für Unterricht, Kunst und Kultur fehlt bei den meisten dieser Filmfestivals. Ausnahmen sind die Alpinale, das Festival der Filmakademie Wien, EU XXL, Film:riss, das Jüdische Filmfestival Wien, das Internationale Film Festival Innsbruck, das SüdFILMfest, Tricky Women und VIS Vienna Shorts.
Sponsoring seitens der Privatwirtschaft ist nur selten mit finanziellen Zuwendungen gleichzusetzen. Meist handelt es sich um Sachsponsoring. Dem Festival Ohne Kohle wurden 2005 von Elektronikfirmen Kameras zur Verfügung gestellt, die an Preisträger des Festivals verliehen wurden.
Das Fehlen von öffentlichen Förderungen und Sponsoren äußert sich nicht nur in geringeren Budgets, zusätzlich kommt bei den mittleren und kleinen Filmfestivals ein jeweils unterschiedlich hoher Anteil an ehrenamtlicher Arbeit zum Tragen.

### Netzwerke

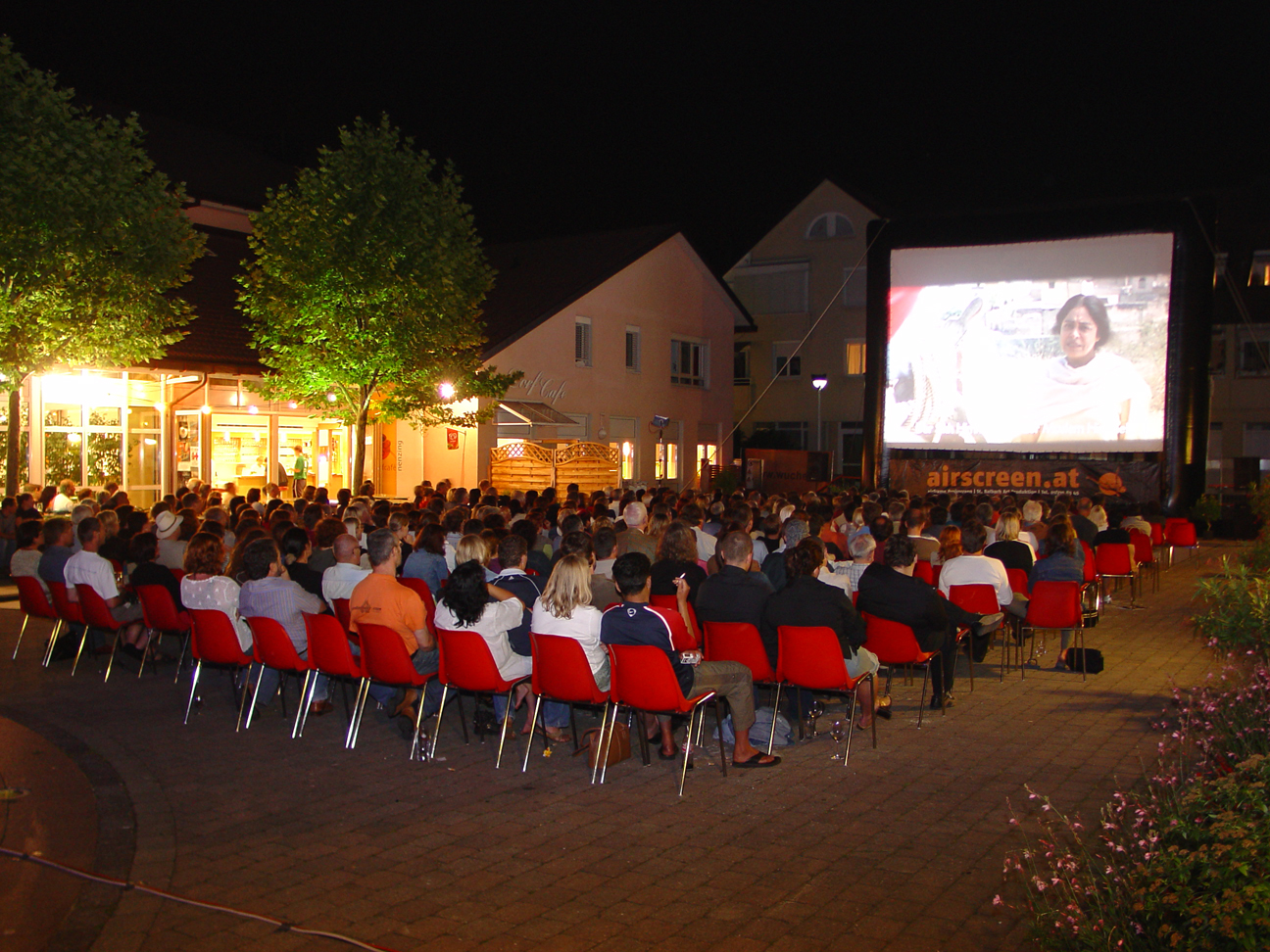
Open-Air-Kino der Alpinale

Einige Festivals in Österreich sind in internationalen Organisationen und Filmfestival-Verbänden vertreten. Seit 2012 sind 22 Festivals im Forum österreichischer Filmfestivals organisiert.
Die Viennale ist bei der FIAPF akkreditiert. Das Internationale Kinderfilmfestival Wien, Tricky Women, die Alpinale und Crossing Europe sind Mitglieder der European Coordination of Film Festivals (ECFF), Crossing Europe gehört außerdem CentEast – The Alliance of Central and Eastern European Film Festivals an. Das Festival der Nationen ist Teil des EuroShortsFestivalNet (ESFN), VIS Vienna Shorts (früher Vienna Independent Shorts) ist Mitglied der internationalen Short Film Conference.
Ein Beispiel für offensives, wenn auch anlassbezogenes Networking bietet das Wiener Kurzfilmfestival VIS Vienna Shorts, das etwa bei der Salzburger Klappe und dem Vorarlberger Hans Bach Kurzfilmfestival ein Best-of-Festival-Programm zeigte, bei der Veranstaltungsorganisation mit film:riss in Salzburg zusammenarbeitete und weitere Festivals (darunter die Viennale und Crossing Europe) als Partnerfestivals nennt.
Ähnliches gilt auch für Kooperationen zwischen Filmfestivals in und außerhalb Österreichs, etwa in Form von Filmaustauschprogrammen.

## Filmpreise
Bei den Filmfestivals in Österreich werden zahlreiche Filmpreise vergeben. Eine Besonderheit sind Auszeichnungen, die weltweit bei mehreren Filmfestivals verliehen werden. Dazu gehört ein FIPRESCI-Preis des internationalen Filmkritikerverbands FIPRESCI bei der Viennale.
| Hauptpreis                                                                          | Festival                                             | Dotierung      |
| ----------------------------------------------------------------------------------- | ---------------------------------------------------- | -------------- |
| Großer Diagonale-Preis                                                              | Diagonale                                            | EUR 15.000,-   |
| Crossing Europe Award – European Competition                                        | Crossing Europe                                      | EUR 10.000,-   |
| Wiener Filmpreis                                                                    | Viennale                                             | EUR 7.000,-    |
| Danny Lerner Award (für den besten Spielfilm) zzgl. EUR 5.000,- in Dienstleistungen | LET’S CEE Film Festival                              | EUR 5.000,-    |
| Best Movie International – Red Bull Film Up Stipendium                              | Film up                                              | EUR 5.000,-    |
| Preis des Landes Tirol                                                              | Internationales Film Festival Innsbruck              | EUR 5.000,-    |
| Preis für die beste Ko-Produktion                                                   | EU XXL                                               | EUR 5.000,-    |
| Wiener Kurzfilmpreis - Bester österreichischer Film                                 | VIS Vienna Shorts                                    | EUR 5.000,-    |
| K3 Langfilmpreis                                                                    | K3 Film Festival                                     | EUR 5.000,-    |
| Grand Prix Graz                                                                     | Internationales Berg + Abenteuer Filmfestival        | EUR 4.500,-    |
| Tricky Women Preis der Stadt Wien                                                   | Tricky Women                                         | EUR 4.000,-    |
| Wiener Kurzfilmpreis - Bester internationaler Kurzspiel- oder Dokumentarfilm        | VIS Vienna Shorts                                    | EUR 4.000,-    |
| Urania Award (für den besten Dokumentar- und Kurzfilm)                              | LET’S CEE Film Festival                              | je EUR 2.500,- |
| Filmpreis der Stadt Freistadt                                                       | Heimatfilmfestival                                   | EUR 2.222,-    |
| ASIFA Austria Award - Bester internationaler Animations- oder Experimentalfilm      | VIS Vienna Shorts                                    | EUR 2.000,-    |
| Wiener Kurzfilmpreis - Nachwuchspreis                                               | VIS Vienna Shorts                                    | EUR 2.000,-    |
| YOUKI                                                                               | YOUKI – Internationales Jugend Medien Festival       | EUR 1.500,-    |
| Internationaler Jurypreis                                                           | identities                                           | EUR 1.000,-    |
| Österreichischer Musikvideopreis                                                    | VIS Vienna Shorts                                    | EUR 1.000,-    |
| Wiener Kurzfilmpreis - Beste Regisseurin                                            | VIS Vienna Shorts                                    | EUR 1.000,-    |
| Große Klappe                                                                        | Klappe                                               | EUR 800,-      |
| Goldener Delfin                                                                     | Goldener Delfin                                      | EUR 300,-      |
| Best Film                                                                           | Internationales Jugendfilmfestival Tirol             | Sachpreis      |
| film:riss Award                                                                     | film:riss                                            | Sachpreis      |
| Jurypreis und Publikumspreis                                                        | Video & Filmtage                                     | Sachpreis      |
| Goldene Kohle                                                                       | Ohne Kohle                                           | Sachpreis      |
| Goldener Bobby                                                                      | Festival der Filmakademie Wien                       | Sachpreis      |
| Pokal                                                                               | Oberösterreich im Film                               | Sachpreis      |
| Bester Film des Festivals                                                           | GAFFA – Internationales Filmfestival für junge Leute | undotiert      |
| Ebenseer Bär in Gold                                                                | Festival der Nationen                                | undotiert      |
| Japannual Audience Award                                                            | JAPANNUAL                                            | undotiert      |
| Legende: - Geldpreis - Sachpreis - undotiert                                        |                                                      |                |